# Hisham 1.
Hisham 1. (født 26. april 757, død 16. april 796) var den anden umayyadiske emir af Cordoba fra 788 til 796.
Han var søn af Abd al-Rahman 1. og blev efterfulgt som emir af sin søn Al-Hakam 1.

## Eksterne links
- Wikimedia Commons har flere filer relateret til Hisham 1.

| Islam | Spire Denne islamartikel er en spire som bør udbygges. Du er velkommen til at hjælpe Wikipedia ved at udvide den. |